# A Christmas Cornucopia
Albums de Annie Lennox
The Annie Lennox Collection
(2009) Nostalgia
(2014)
Singles
1. Universal Child
Sortie : 12 octobre 2010
2. God Rest Ye Merry Gentlemen
Sortie : 4 novembre 2010
3. The Holly and the Ivy
Sortie : 12 décembre 2011

A Christmas Cornucopia est le cinquième album studio d'Annie Lennox, sorti le 15 novembre 2010 au Royaume-Uni.
Cet album est une compilation des chants de Noël préférés d'Annie Lennox, il inclut un titre original composé par la chanteuse, Universal Child.
L'album s'est classé 16e au UK Albums Chart et 35e au Billboard 200.

## Liste des titres
| No  | Titre                                           | Durée |
| --- | ----------------------------------------------- | ----- |
| 1.  | Angels from the Realms of Glory                 | 4:00  |
| 2.  | God Rest Ye Merry, Gentlemen                    | 3:32  |
| 3.  | See, Amid the Winter's Snow                     | 3:31  |
| 4.  | Il est né le divin enfant                       | 3:37  |
| 5.  | The First Noel                                  | 4:40  |
| 6.  | Lullay Lullay (The Coventry Carol)              | 3:13  |
| 7.  | The Holly and the Ivy                           | 3:37  |
| 8.  | In the Bleak Midwinter                          | 3:31  |
| 9.  | As Joseph was a Walking (The Cherry Tree Carol) | 3:59  |
| 10. | O Little Town of Bethlehem                      | 3:33  |
| 11. | Silent Night                                    | 3:49  |
| 12. | Universal Child                                 | 4:14  |

## Personnel
- Annie Lennox : chant, piano, piano électrique Fender Rhodes, orgue, harmonium, claviers, accordéon, marimba, percussions, batterie, triangle, panpipes, dulcimer, flûte, vibraphone
- Mike Stevens : guitare, basse, programmation, Oud, drone, orgue, cordes, claviers, Glockenspiel, boîte à musique
- Mark Stevens : percussions, batterie
- Barry Van Zyl : percussions, batterie
- African Children's Choir : chœurs